# Liste der Gouverneure von Pernambuco

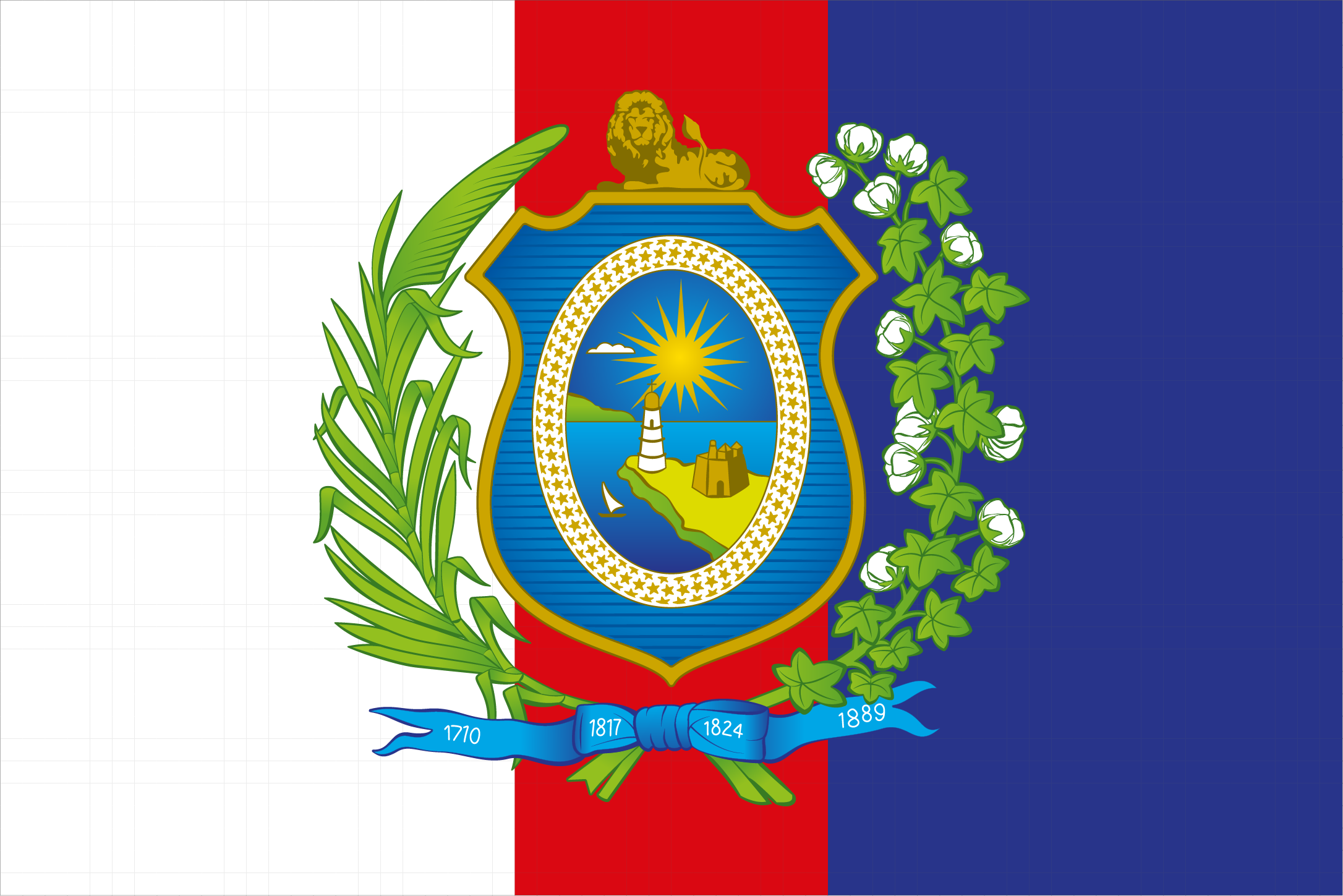
Flagge des Gouverneurs von Pernambuco

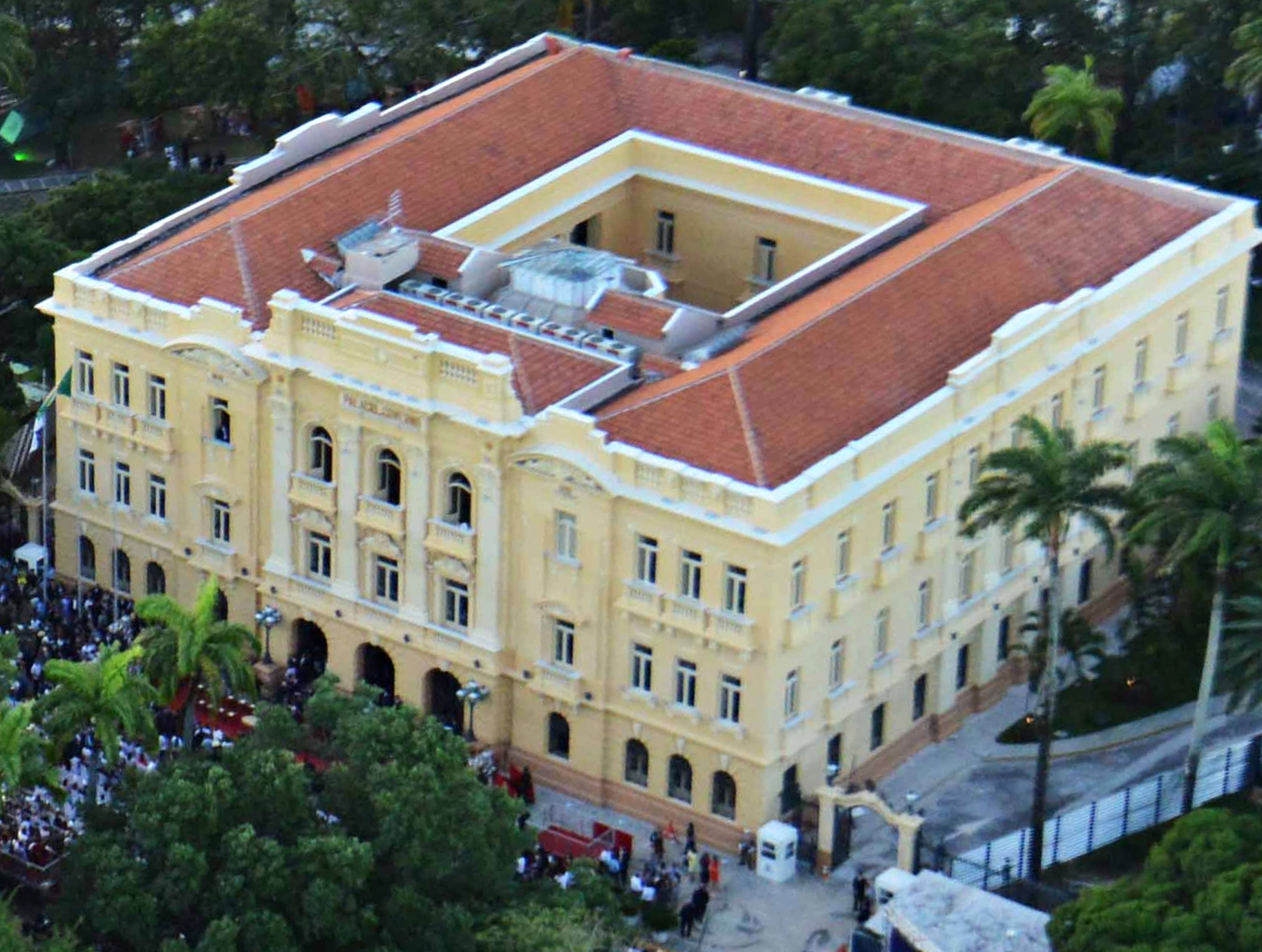
Palácio do Campo das Princesas, Amtssitz des Gouverneurs in Recife

Die Liste der Gouverneure von Pernambuco gibt einen Überblick über die Gouverneure des brasilianischen Bundesstaats Pernambuco.
Die Regierungs- und Verwaltungsgeschichte von Pernambuco begann 1544 mit dem  Kapitanat Pernambuco, aus dem 1821 die Provinz Pernambuco entstand und zuletzt 1889 der heutige Bundesstaat.
Amtssitz des Zivilgouverneurs ist der Palácio do Campo das Princesas in Recife.

## Neue Republik (Sechste Republik, seit 1985)
| Nr. | Name                                  | Bild         | Partei | Beginn der Amtszeit          | Ende der Amtszeit |
| --- | ------------------------------------- | ------------ | ------ | ---------------------------- | ----------------- |
| 47  | Roberto Magalhães                     |              | PDS    | 15. März 1983                | 14. Mai 1986      |
| 48  | Gustavo Krause                        |              | PFL    | 14. Mai 1986                 | 15. März 1987     |
| 49  | Miguel Arraes                         |              | PSB    | 15. März 1987                | 1. Apr. 1990      |
| 50  | Carlos Wilson Rocha de Queirós Campos |              | PMDB   | 1. Apr. 1990                 | 15. März 1991     |
| 51  | Joaquim Francisco Cavalcanti          |              | PFL    | 15. März 1991                | 1. Jan. 1995      |
| 52  | Miguel Arraes                         |              | PSB    | 1. Jan. 1995                 | 1. Jan. 1999      |
| 53  | Jarbas Vasconcelos                    |              | PMDB   | 1. Jan. 1999                 | 1. Jan. 2003      |
| 53  | Jarbas Vasconcelos                    | 1. Jan. 2003 | PMDB   | 31. März 2006                |                   |
| 54  | José Mendonça Filho                   |              | PFL    | 31. März 2006                | 1. Jan. 2007      |
| 55  | Eduardo Campos                        |              | PSB    | 1. Jan. 2007                 | 1. Jan. 2011      |
| 55  | Eduardo Campos                        | 1. Jan. 2011 | PSB    | 3. Apr. 2014                 |                   |
| 56  | João Lyra Neto                        |              | PDT    | 3. Apr. 2014                 | 1. Jan. 2015      |
| 57  | Paulo Câmara                          |              | PSB    | 1. Jan. 2015                 | 1. Jan. 2019      |
| 57  | Paulo Câmara                          | 1. Jan. 2019 | PSB    | amtierend                    |                   |
| 58  | Raquel Lyra                           |              | PSDB   | 1. Jan. 2023 (Amtsübernahme) |                   |